# Andrea Babišová
Andrea Babišová (* 17. dubna 1972 Bohumín) je česká politička a zdravotní sestra, od října 2017 poslankyně Poslanecké sněmovny PČR, od roku 2014 zastupitelka města Bohumín, členka hnutí ANO 2011.

## Život
Celý svůj profesní život se věnuje problematice zdravotnictví. Předsedala místní odborové organizaci nemocnice. Od února 2017 je členkou dozorčí rady akciové společnosti Bohumínská městská nemocnice.
Andrea Babišová žije ve městě Bohumín v okrese Karviná, konkrétně v části Nový Bohumín. Je vdaná. S Andrejem Babišem není nijak spřízněná, jedná se pouze o jmenovce.

## Politické působení
Od roku 2014 je členkou hnutí ANO 2011. V komunálních volbách v roce 2014 byla zvolena z pozice lídryně kandidátky hnutí ANO 2011 zastupitelkou města Bohumín. Působí jako předsedkyně Kontrolního výboru. Ve volbách v roce 2018 obhájila post zastupitelky města opět jako lídryně kandidátky. Také v komunálních volbách v roce 2022 se jí z pozice lídryně kandidátky hnutí ANO 2011 podařilo obhájit mandát zastupitelky Bohumína.
Angažuje se jako členka Výboru zdravotní a preventivní péče Moravskoslezského kraje.
Ve volbách do Poslanecké sněmovny PČR v roce 2017 byla zvolena poslankyní za hnutí ANO 2011 v Moravskoslezském kraji, a to z osmého místa kandidátky.
Ve volbách do Poslanecké sněmovny PČR v roce 2021 kandidovala za hnutí ANO 2011 na 8. místě v Moravskoslezském kraji. Získala 4 379 preferenčních hlasů, a stala se tak znovu poslankyní.
Ve sněmovních volbách v roce 2025 kandiduje na 12. místě kandidátní listiny hnutí ANO v Moravskoslezském kraji.